# 大川原亮
大川原 亮（おおかわら りょう、1986年 - ）は、日本の映像作家、アニメーター。神奈川県横浜市生まれ。
主に、NHKの音楽番組「みんなのうた」などのアニメーションを制作している。

## 作成作品一覧
ミュージックビデオ
・マディウォーター / 斉藤和義(2016)　テレビ朝日系金曜ナイトドラマ「不機嫌な果実」主題歌
・一緒なふたり / 斉藤和義(2020)

### みんなのうた
- ◆は、5分間1曲枠の楽曲（ロングのうた）。
- 小さきものたち / MAN WITH A MISSION（2021年6月・7月放送）